# Brainerd International Raceway
Il Brainerd International Raceway (ex Donnybrooke Speedway) comprende un tracciato di 5 km (3 miglia per gli americani) per corse di auto e moto, un rettilineo utilizzato per gare di accelerazione di dragster e una pista per kart, ed è situato a Brainerd, Minnesota, USA. Il circuito ospita i campionati nazionali della NHRA.
Quando venne aperto, nel 1968, aveva il nome di Donnybrooke Speedway. Un cambio di proprietà avvenuto nel 1973 ha comportato la modifica del nome.

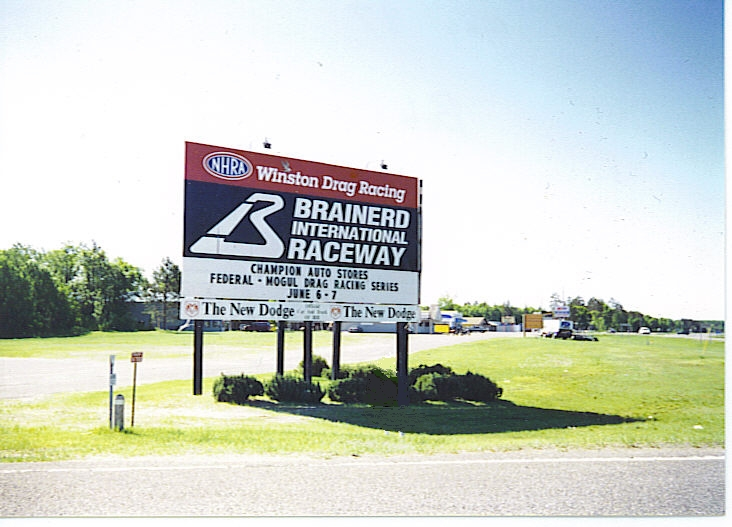
Cartello di benvenuto,nel maggio 1997

In passato ha ospitato 2 gare dell'USAC Indy Car nel 1969, che vennero vinte da Gordon Johncock e Dan Gurney.
Ha ospitato anche delle gare del Campionato mondiale Superbike tra il 1989 e il 1991
| Anno | 1. manche                | 2. manche                |
| ---- | ------------------------ | ------------------------ |
| 1989 | Raymond Roche (Ducati)   | Raymond Roche (Ducati)   |
| 1990 | Stéphane Mertens (Honda) | Doug Chandler (Kawasaki) |
| 1991 | Doug Polen (Ducati)      | Doug Polen (Ducati)      |

All'interno del circuito originale di 3,1 miglia è stato ricavato un secondo circuito, di lunghezza ridotta a 2,5 miglia.